# Protium amazonicum
Protium amazonicum là một loài thực vật có hoa trong họ Burseraceae. Loài này được (Cuatrec.) Daly miêu tả khoa học đầu tiên năm 1997.